# Icon (Eric-Clapton-Album)
Icon ist ein Kompilationsalbum des britischen Rockmusikers Eric Clapton und erschien am 5. April 2011 als Icon 1 (1-CD-Set) und Icon 2 (2-CD-Set) unter dem Label Polydor Records.
Das Album beinhaltet sowohl Claptons Werke als Solokünstler sowie Titel, die er mit den Gruppen Cream und Derek and the Dominos aufnahm.

## Titellisten

### Icon 1
| Nr.          | Titel                                         | Autor(en)                              | Länge |
| ------------ | --------------------------------------------- | -------------------------------------- | ----- |
| 1.           | I Shot the Sheriff                            | Bob Marley                             | 4:24  |
| 2.           | After Midnight                                | J.J. Cale                              | 2:51  |
| 3.           | Knockin’ on Heaven’s Door                     | Bob Dylan                              | 4:22  |
| 4.           | Wonderful Tonight                             | Eric Clapton                           | 3:42  |
| 5.           | Cocaine                                       | J.J. Cale                              | 3:38  |
| 6.           | Lay Down Sally                                | Eric Clapton, George Terry, Marcy Levy | 3:52  |
| 7.           | Bell Bottom Blues (mit Derek and the Dominos) | Eric Clapton                           | 5:02  |
| 8.           | Promises                                      | Richard Feldman, Roger Linn            | 3:01  |
| 9.           | Let It Rain                                   | Eric Clapton, Bonnie Bramlett          | 5:02  |
| 10.          | Let It Grow                                   | Eric Clapton                           | 4:58  |
| 11.          | I Can’t Stand It                              | Eric Clapton                           | 4:09  |
| 12.          | Layla (mit Derek and the Dominos)             | Eric Clapton, Jim Gordon               | 7:04  |
| Gesamtlänge: | Gesamtlänge:                                  | Gesamtlänge:                           | 50:05 |

### Icon 2
| Nr. | Titel                                                       | Autor(en)                            | Länge |
| --- | ----------------------------------------------------------- | ------------------------------------ | ----- |
| 1.  | Sunshine of Your Love (mit Cream)                           | Eric Clapton, Pete Brown, Jack Bruce | 4:11  |
| 2.  | Crossroads (mit Cream)                                      | Robert Johnson                       | 4:15  |
| 3.  | White Room (mit Cream)                                      | Pete Brown, Jack Bruce               | 4:58  |
| 4.  | Presence of the Lord                                        | Eric Clapton                         | 4:48  |
| 5.  | Layla (mit Derek and the Dominos)                           | Eric Clapton, Jim Gordon             | 7:04  |
| 6.  | Bell Bottom Blues (mit Derek and the Dominos)               | Eric Clapton                         | 5:02  |
| 7.  | Why Does Love Have to Be So Sad (mit Derek and the Dominos) | Eric Clapton                         | 4:42  |
| 8.  | After Midnight                                              | J.J. Cale                            | 2:51  |
| 9.  | Let It Rain                                                 | Eric Clapton, Bonnie Bramlett        | 5:02  |
| 10. | Blues Power                                                 | Eric Clapton, Leon Russell           | 3:08  |
| 11. | Willie and the Hand Jive                                    | Johnny Otis                          | 3:29  |
| 12. | Let It Grow                                                 | Eric Clapton                         | 4:58  |

| Nr.          | Titel                              | Autor(en)                                 | Länge  |
| ------------ | ---------------------------------- | ----------------------------------------- | ------ |
| 1.           | I Shot the Sheriff                 | Bob Marley                                | 4:24   |
| 2.           | The Sky Is Crying                  | Elmore James, Morris Levy, Clarence Lewis | 3:58   |
| 3.           | Further on Up the Road (Live)      | Don Robey, Joe Veasey                     | 7:32   |
| 4.           | Have You Ever Loved a Woman (Live) | Billy Myles                               | 7:40   |
| 5.           | Knockin’ on Heaven’s Door          | Bob Dylan                                 | 4:22   |
| 6.           | Hello Old Friend                   | Eric Clapton                              | 3:35   |
| 7.           | Cocaine                            | J.J. Cale                                 | 3:38   |
| 8.           | Wonderful Tonight                  | Eric Clapton                              | 3:42   |
| 9.           | Promises                           | Richard Feldman, Roger Linn               | 3:01   |
| 10.          | Tulsa Time                         | Danny Flowers                             | 3:27   |
| 11.          | Lay Down Sally                     | Eric Clapton, George Terry, Marcy Levy    | 3:52   |
| 12.          | I Can’t Stand It                   | Eric Clapton                              | 4:09   |
| Gesamtlänge: | Gesamtlänge:                       | Gesamtlänge:                              | 107:47 |

## Rezeption und Charterfolge
Der Kritiker Steve Leggett von Allmusic findet, dass diese Zusammenstellung Claptons Lebensweg, sowie die musikalische Karriere sehr gut wiedergibt. Abschließend vergab er 3,5 der 5 möglichen Bewertungspunkte für das Album. Ryan Book von The Music Times findet, dass die Kompilation zu spezifisch sei und dass Zuhörer, die nicht in über 50 Jahren von Claptons Karriere verloren gehen möchten, lieber The Cream of Clapton ausprobieren sollten.
Das Kompilationsalbum belegte Platz 114 der Billboard 200 und verblieb insgesamt zwei Wochen in den US-amerikanischen Albumcharts.

## Verkaufszahlen
| Land / Verband            | Auszeichnung | Verkäufe | Quelle |
| ------------------------- | ------------ | -------- | ------ |
| Vereinigte Staaten (RIAA) | —            | 119.667+ | [ 5 ]  |